# 坂田重保
坂田重保（さかた　しげやす、1898年（明治31年）6月4日 - 1984年（昭和59年）1月6日）は、日本の昭和時代中期～後期の銀行家。長崎県佐世保市に本店を置く地方銀行である親和銀行の頭取を長年務めた。

## 来歴
現在の佐賀県佐賀市諸富町出身。旧制唐津中学校を経てシンガポールにあったアングロチャイニーズスクールの商学部を卒業後、神戸の鈴木商店に入社。1923年（大正12年）に同社の先輩であった北村徳太郎から招かれ佐世保商業銀行に移り、同行を母体の一つとする親和銀行が設立されると、その経営陣の一員となる。専務取締役を経て1960年（昭和35年）4月に頭取就任。以後長期にわたり頭取を務め、佐世保商工会議所会頭等も併せ歴任した。1978年（昭和53年）12月20日、佐世保市名誉市民表彰。1984年（昭和59年）1月6日死去、享年85。
銀行経営の傍ら、鈴木商店入社前後から親しんだテニスの普及促進にも努めた。長崎県庭球協会名誉会長を務めたほか、1977年（昭和52年）には文部大臣表彰（社会体育功労者）を受けた。また、1983年（昭和58年）には日本テニス協会より功労賞が贈られている。